# 花立駅
花立駅（はなだてえき）は、かつて新潟県岩船郡荒川町花立（現・村上市花立）にあった、東日本旅客鉄道（JR東日本）米坂線の駅（廃駅）である。

## 歴史
- 1958年（昭和33年）7月10日：国鉄の駅として米坂線越後大島駅 - 坂町駅間に新設[1][3]。旅客のみ取扱う駅員無配置駅[4]。
- 1987年（昭和62年）4月1日：国鉄分割民営化に伴い、JR東日本の駅となる[1]。
- 1995年（平成7年）12月1日：利用者減少のため、同線の玉川口駅と共に廃止[1][2]。JR東日本管内の第3セクターへの転換を除く廃駅は発足以来初であった。廃止前年度の利用者数は1日0.3人程度だった[2]。

## 駅構造
米沢方から坂町方へ向かって左側に単式ホーム1面1線を備えた棒線駅で、ホーム上に待合室を備えた。
ホーム坂町方に踏切があり、その先の階段で駅施設外に連絡していた。

## 駅周辺
- 荒川[3]
- 国道113号

## 隣の駅
東日本旅客鉄道（JR東日本）
■米坂線
越後大島駅 - 花立駅 - 坂町駅